# ضحك

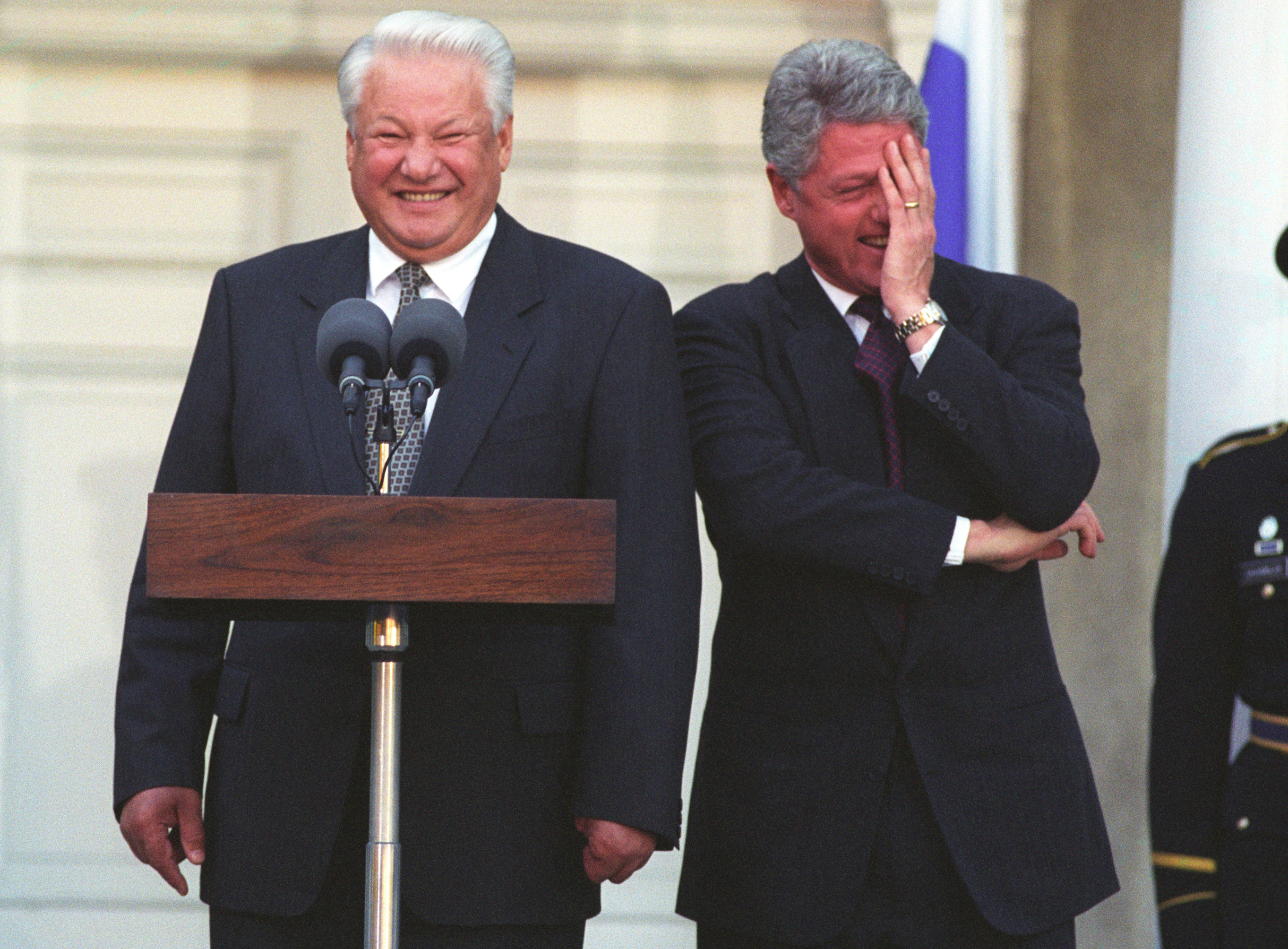
الرئيسان الأمريكي بل كلنتون والروسي بوريس يلتسن يضحكان معا.

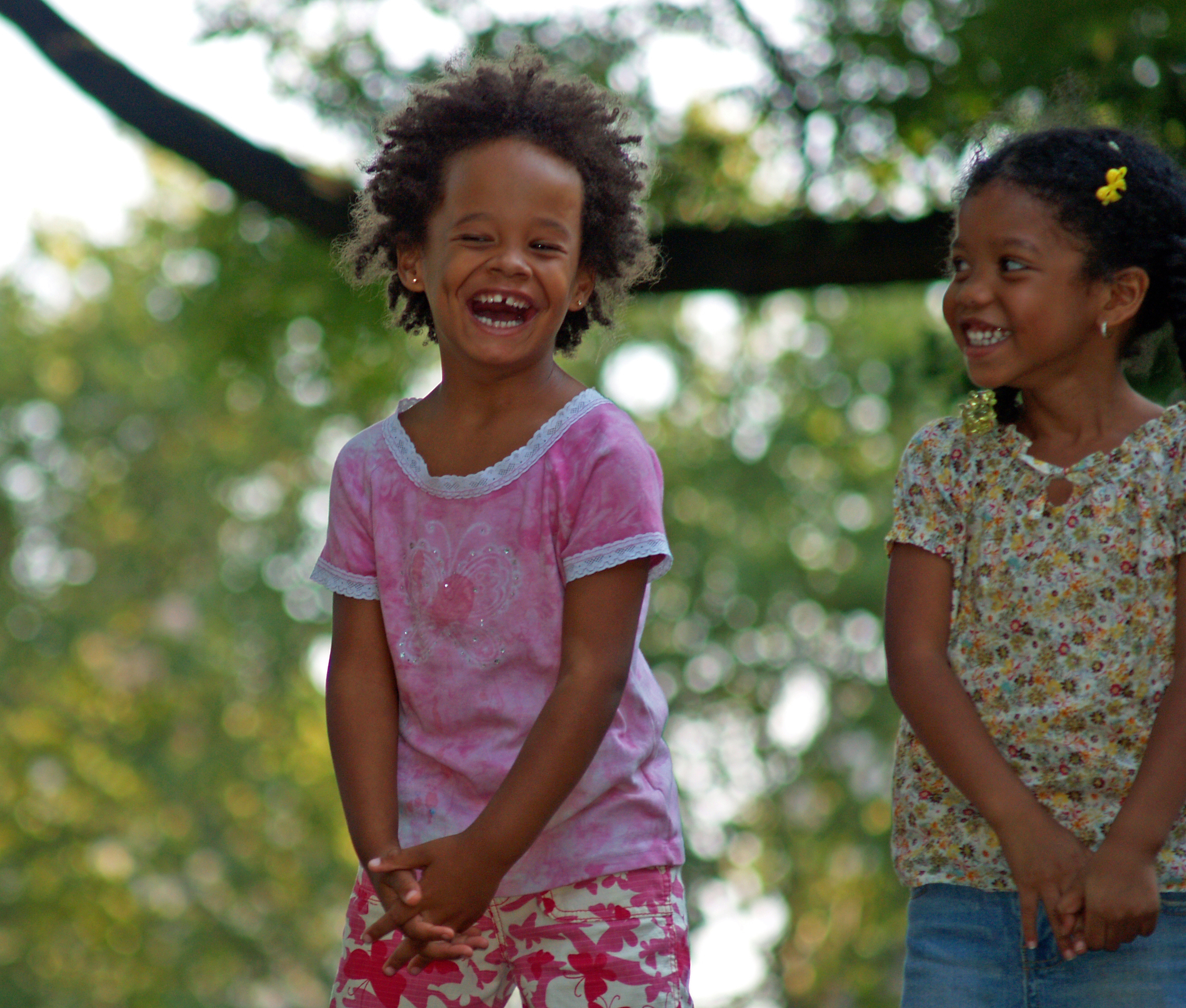
فتاتان تضحكان

الضحك من أشكال التعبير الصريح عن التسلية والمرح، ومشاعر أخرى أحيانا.
الضحك هو رد فعل طبيعي للإنسان السليم على المواقف المضحكة كما يمكن أن يكون وسيلة دفاع ضد مواقف الخوف العفوية.
و الضحك يُعد تعبيرًا عن التعاطف والتفاهم المتبادل بين البشر، وهو إحدى وسائل التواصل البشري على مدى التاريخ.
عندما يضحك الإنسان تتحرك 17 عضلة في الوجه و80 عضلة في الجسم باكمله وتزداد سرعة التنفس.
القهقهة هي الضحك بصوت مرتفع وعادة ما تكون في جميع الناس كرد فعل على دعابة. وقد تنشأ نتيجة السكر بعد شرب الكحوليات.
حديثاً توصل باحثون أن الطفل الرضيع يبدأ في الضحك بعد مرور (17) يوماً من ميلاده. فكل واحد بوسعه أن يضحك كما أن الطفل الرضيع لديه القدرة على الضحك قبل أن يبدأ في تعلم الكلام، حتى الطفل الأصم أو الأعمى يحتفظ بقدرته على الضحك".
الضحك شيء بدائي، وإن كان هناك أناس يضحكون أكثر من غيرهم فهذا من المحتمل رجوعه إلى العوامل الجينية.

## مقاربة فلسفية ونفسية للضحك
يقول الفلاسفة عن الضحك:[بحاجة لمصدر]
أرسطو (Aristotle): «نحن نضحك على من هم أقل منا وعلى القبحاء من الأشخاص، والفرح يأتينا من الشعور بأننا طبقة أعلى منهم».
سقراط (Socrates) : «السخرية تنبع من تجاهل الذات».
هيجل (Hegel): «ينشأ الضحك نتيجة لوجود التناقض بين المفهوم والمعنى الحقيقي الدفين الذي يقدمه هذا المفهوم». وهو يشير إلى المفهوم بـ«المظهر» الشيء الظاهر لنا وبالضحك يُنكر وجوده كلية.
فرويد (Freud): «الضحك ظاهرة، وظيفتها إطلاق الطاقة النفسية التي تم تعبئتها بشكل خاطئ أو بتوقعات كاذبة».
الفيلسوف جون موريال (John Morreall): «الضحك الإنساني له أصوله البيولوجية كنوع من أنواع التعبير عند المرور بخطر ما».
بيتر مارتينسون (Peter Marteinson): «الضحك هو الاستجابة للإدراك الذي يقر بأن الكينونة الاجتماعية ليست شيئاً حقيقياً».
هنري برغسون (Bergson H) الإنسان كائن ضاحك ومضحك، والضحك يكون مصحوبا بانعدام الحساس "Insensibilité "فالعدو الحقيقي للضحك هو العاطفة، لذا فلكي نضحك ينبغي أن نكون لا مبالين.يدعونا برغسون، إذن إلى التجرد من عواطفنا والتسلح باللامبالاة كي تتحول الأحزان أمام أعيننا إلى أفراح. الضحك فعل اجتماعي، يحتاج إلى نوع من الصدى، فهو «ليس صوتا منطوقا، صافيا، مكتمال. إنه شيء يريد أن يمتد باالنتشار من قريب إلى قريب.فهو يبدأ باالنفجار ليستمر بواسطة قصفات مثله مثل الرعد في الجبل»)5-1 .)ولعل ما يحقق للضحك هذا االمتداد االجتماعي هو كونه ينبني على نوع من التواطؤ المسبق والتفاهم الخلفي بين عدد من الضاحكين الواقعيين أو المتخيلين.

## مقاربة فزيولوجية للضحك
الضحك هو شكل من أشكال التعبير الذي يظهر خارجياً على الإنسان في صورة مرح وفرح. وتتعدد أسباب الضحك، الذي يوصف أيضاً بأنه رد فعل فسيولوجي نتيجة للمرور بخبرة ما مثل سماع نكتة أو عند سماع مداعبة... وغيرها من الأسباب الأخرى.
وقد يحفز استنشاق الإنسان لبعض المواد الكيميائية مثل الأكسيد النترى (Nitrous oxide) ويُطلق عليه أيضاً «الغاز المضحك» على إطلاق نوبات من الضحك الهستيري، آو للاعتماد على بعض العقاقير مثل الحشيش (Cannabis). وقد تتسبب نوبات الضحك القوية في إفراز العين للدموع وبعض الآلام البسيطة في العضلات كاستجابة لهذه الحالة الشعورية القوية.
متى يشعر الإنسان بالرغبة في الضحك؟ يشعر الإنسان بالرغبة في الضحك عندما يسمع نكتة ما، عندما يتعرض لموقف هزلياً يحدث أمامه أو يقع فيه.. أو يضحك عندما يداعبه شخص بالملامسة الجسدية (Tickling) أو بإحداث ألم بسيط على منطقة في جسم الإنسان، مثال: الضغط على عصب الزند (عظم الزند أو العظمة المرحة) Ulnar nerve.

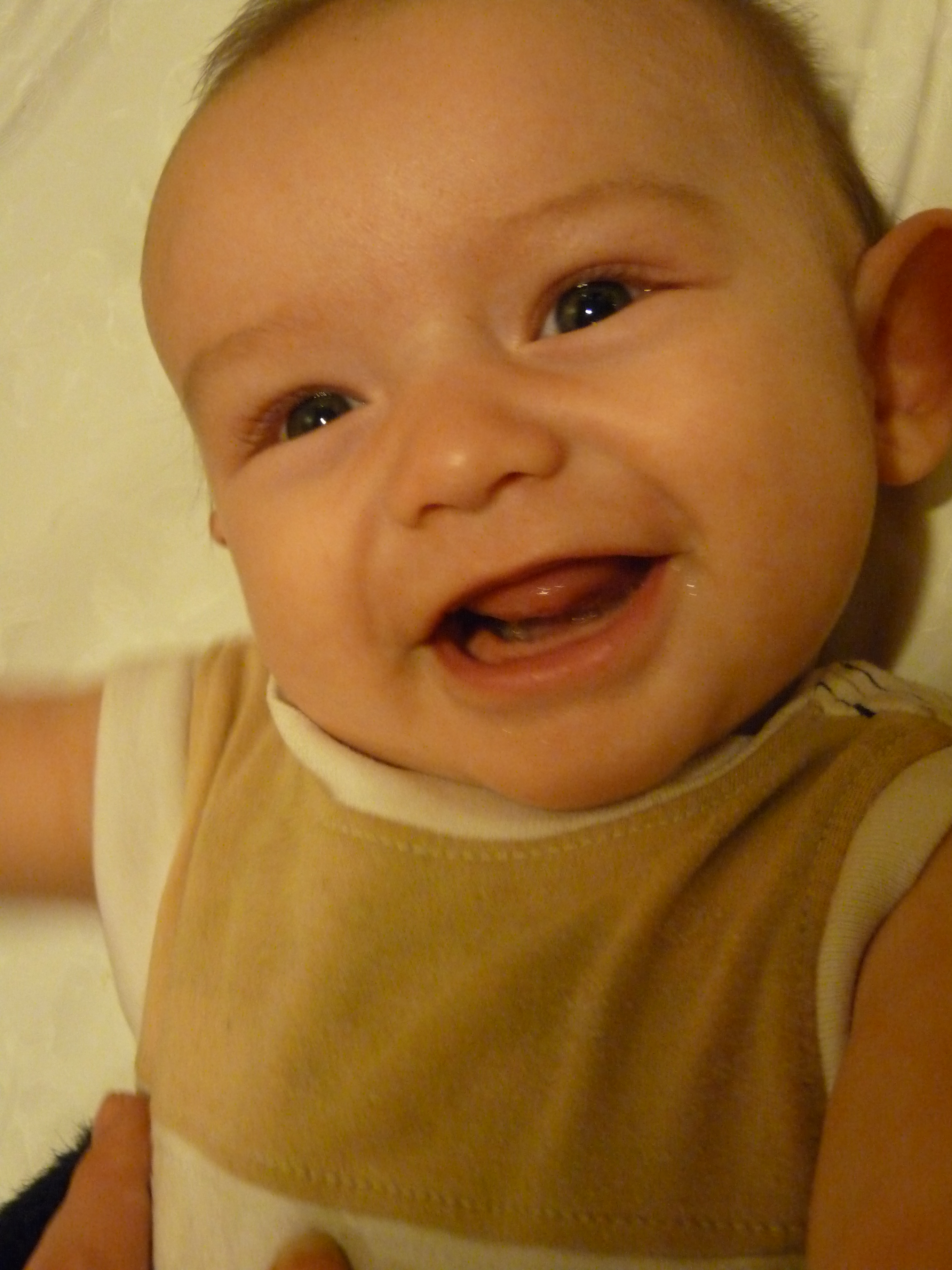
يبدأ الأطفال الضحك عندما يبلغون من العمر 4 أشهر

وقد يكون الضحك نتيجة لوجود شخصية سادية تهوى التحكم وإيقاع الآخرين في صدمات مؤلمة تحفزهم على الضحك العصبي.
فالضحك جزء من السلوك الإنساني الذي ينظمه المخ، وتساعد هذه العاطفة الشعورية الإيجابية من الدرجة الأولى الإنسان على أن يوضح نواياه في إطار التفاعل الاجتماعي. كما يتبلور بالضحك إحدى جوانب الاتصال والمشاركة مع الآخرين، فهو العلامة التي تشير إلى تواجد الإنسان في المجموعة الاجتماعية كما أنه إشارة إلى قبوله للتفاعل الإيجابي بينه وبين الآخرين.
قد يكون الضحك في بعض الأحيان ظاهرة مُعدية، أي أن ضحك شخص قد يحفز على ضحك الآخرين من حوله.
دراسة الضحك والدعابة وتأثيرهما النفسي والفسيولوجي على جسد الإنسان يُسمى بعلم (Gelotology).

## اختلاف الضحك
أظهرت بعض الدراسات أن الضحك يوجد فيه اختلاف حسب نوع الإنسان، أي أنه يختلف ما بين الذكور والإناث من حيث تقبل مثيراته أو اختلاف في طريقة الضحك نفسها.
فالمرأة تُصدر أصوات للضحك فيها نغم وصوت حاد، أما الرجل فأصوات ضحكاته غليظة غير منتظمة.
وعندما نضحك على موقف أو شخص فهذا يعنى إنكاره (وهذا يتساوى فيه كلا من الرجل والمرأة)، ويعتبر هذا النوع من الضحك الإنكاري ما هو إلا وسيلة من وسائل تطهير العقل من جميع الخبرات والأفكار السلبية المحتمل وقوع النفس فيها.
ومثال للتوضيح: عندما يرى شخص شخصاً آخر يقع على الأرض ينفجر في الضحك، لأنه يدرك حقيقة رفضه لوقوعه هو نفسه، وبانطلاق الضحك فهو يحاول أن يبعد الفكرة السلبية للوقوع على الأرض عن ذهنه وتفكيره.

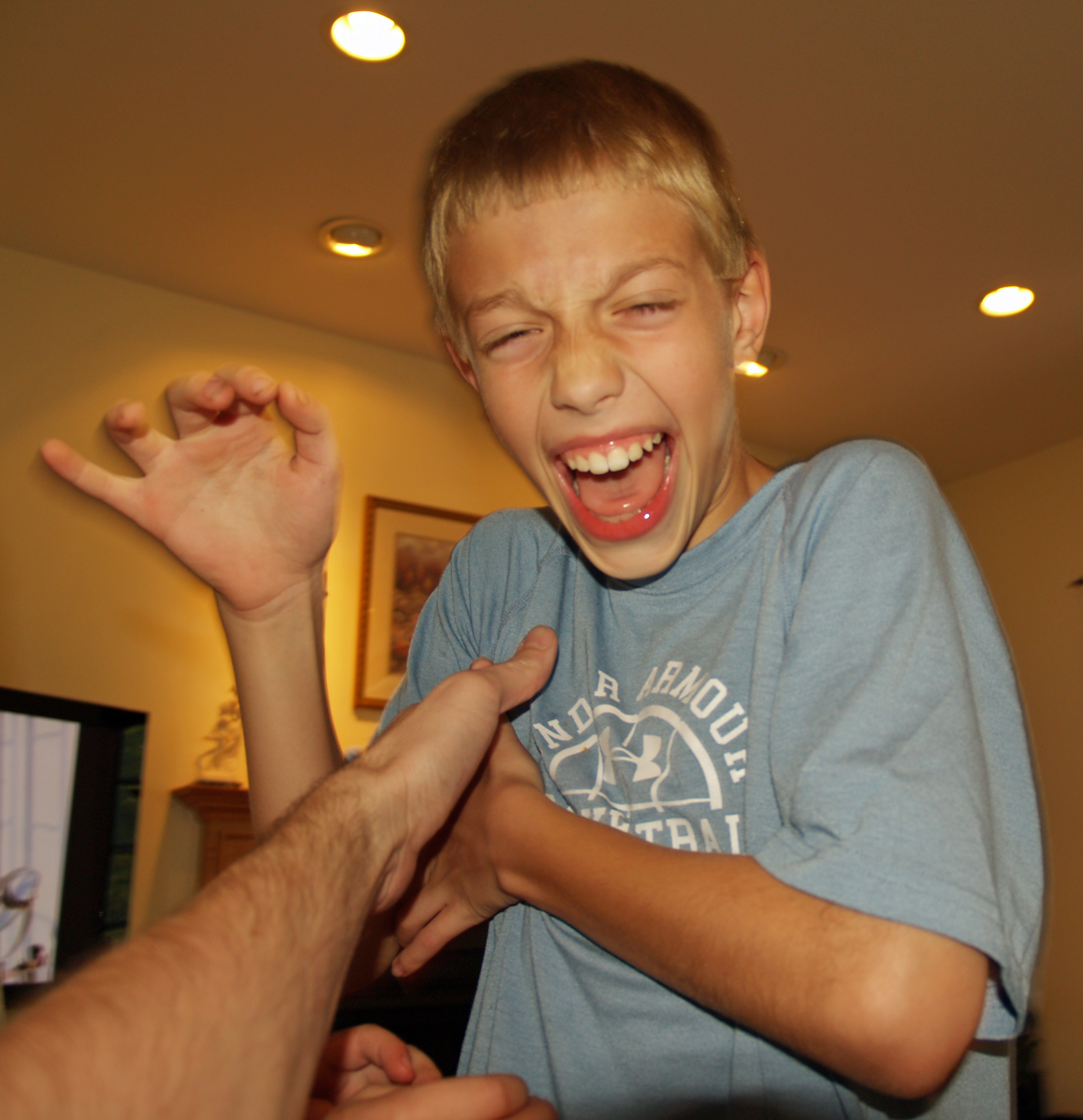
عادةً ما يكون الضحك استجابة طبيعية لعملية الدغدغة

## الضحك عند الحيوانات
الضحك لا يقتصر على الجنس البشري فقط، على الرغم من ملاحظة الفيلسوف «أرسطو» التي يقول فيها: «الذي يضحك فقط هو البشري».
وقد يكون الفارق بين ضحك الإنسان والحيوان مثل الشمبانزي، هي التكيفات التي توضع للإنسان من أجل أن يصدر الكلام. وعلى جانب آخر كان هناك رأى لبعض الأخصائيين النفسيين المختصين بالسلوك يرجعون خروج الضحك من الإنسان يعتمد على الإدراك الذاتي بموقف افرد أو بالقدرة على التنبؤ بسلوك شخص أخر، لذا فإن الحيوان لا يضحك بنفس الطريقة التي يضحك بها البشر.
توصلت بعض الأبحاث التي أُجريت عن الضحك بين الحيوانات، إلى وجود بعض الجزئيات التي تخفف من حدة الاكتئاب وبعض الاضطرابات المتصلة بالقصور في وظائف المخ وتغير في الحالات المزاجية.

## عند الحيوانات

### رتبة الثدييات التي تشمل القردة (غير الإنسان)
الثدييات بخلاف الإنسان من القردة مثل: الشمبانزى والغوريلا وإنسان الغاب (ضرب من القردة العليا الشبيهة بالإنسان في بورنيو وسومطرة تصدر أصواتاً للضحك استجابة لبعض الملامسات الجسدية مثل المداعبة أو لعب في شكل مطاردات أو مصارعة).
وقد لا يستطيع الإنسان معرفة ضحك الشمبانزى لأنه في مجمله عبارة عن إخراج الأنفاس وإدخالها (الشهيق والزفير)، أي أن ضحكها شبيه بعملية التنفس أو اللهاث.
وهناك أمثلة عديدة توضح أن القردة تعبر عن مرحها مثل الإنسان، حيث تم إجراء دراسة على أطفال بشرية حديثة الولادة وعلى صغار الشمبانزى والذين تمت مداعبتهم جسدياً، وعلى الرغم من اختلاف نغمة الصوت التي كانت نبرتها أعلى عند صغار الشمبانزى إلا أنهما تشابها في التعبيرات الوجهية. كما أن الطفل البشرى الصغير يستثار من نفس المناطق التي تحفز الشمبانزى على الضحك تحت الإبط ومنطقة البطن، والاستمتاع بالمداعبة الجسدية لا تقل عند الشمبانزى كلما تقدم به العمر.

### الفئران
تم اكتشاف أن الفئران تصدر صوتاً أثناء فترات اللعب والمرح وفي حالة المداعبة الجسدية. ووُصف الصوت الذي تصدره بـ «السقسقة» وهو صوت ضعيف جداً لا يستطيع الإنسان سماعه إلا بأدوات خاصة. كما تم اكتشاف أن الفأر مثل الإنسان يستثار بالمداعبة الجسدية من خلال جلده في مناطق معينة من جسده، وهذا الضحك مرتبط بوجود مشاعر وعواطف وروابط إيجابية بين الحيوان وبين الإنسان الذي يقوم بمداعبته مما يؤدى إلى بحث الفأر عن مزيد من هذه المداعبة.
ووُجد أن الاستجابة الإيجابية لمزيد من المداعبة تُرجمت في شكل رغبة الفئران في مزيد من المرح واللعب وفي قضاء وقت أطول مع الفئران الأخرى الضاحكة.
وعلى عكس الشمبانزى، فكلما تقدم العمر بالفئران كلما قلت حساسية الجلد عند المداعبة الجسدية. وقد قاما كلا من (Jaak Panksepp & Jeff Burgdorf) بعمل بحث لتتبع المنشأ البيولوجى للفرح وللعمليات الاجتماعية في المخ من خلال مقارنة الفئران بمجتمع الأطفال الصغار وممارستهم للمرح في مناخ اللعب. وعلى الرغم من عدم مقدرة البحث على إثبات أن الفئران لديها روح المداعبة، إلا أنهما أشارا إلى قدرة الفئران على الضحك والتعبير عنه.
وفي دراسة أخرى، تم التوصل إلى أن الفئران تُصدر أصوات «السقسقة» قبل لعب المصارعة أو أخذ المورفين أو القيام بممارسة النشاط الجنسي ويُفسر هذا الصوت على أنه توقع لشيء إيجابي يتم مكافأتهم به.

### الكلاب
ضحك الكلاب يشبه إلى حد كبير اللهاث الطبيعي، وبتحليل اللهاث بواسطة مسمة الطيف (Spectrograph)(سبيكتروجراف) فقد وُجد أن طريقة التعبير عن اللهاث له درجات مختلفة مجموعها ينتج عنه ما يسمى بضحك الكلب. وقد تم تسجيل الأصوات الضاحكة لبعض من الكلاب وبمجرد إعادة تشغليها لهم يبدأون في اللعب والمرح وتخفض من معدلات الضغوط لديهم، كما تدعم السلوك الاجتماعي لديهم من الاقتراب واللعق باللسان.
وقد قام كل من العلماء الثلاثة: سيمونت وفيرستيج وستورى (Simonet، Versteg & Storie)، بإجراء ملاحظة على حوالي (120) كلباً تتراوح أعمارهم ما بين (4) أشهر إلى (10) سنوات من خلال إجراء مقارنة ما بين فريقين الأول قام بسماع ما تم تسجيله من ضحك الكلاب والفريق الثاني لم يقم بسماع مثل هذا التسجيل. وفي هذا البحث تم قياس السلوك التالية للكلاب: اللهاث، التذمر، سيلان اللعاب، العدو، النباح، الجلوس خوفاً من شيء أو من البرد، الاندفاع، اللعب بالمخالب.. وقد أسفرت الملاحظة عن نتائج إيجابية عند سماعهم لما هو مسجل من الضحكات، ومن هذه النتائج الإيجابية:
- انخفاض ملحوظ في السلوك المتصل بالضغوط.
- زيادة حركة الذيل في الارتفاع والانخفاض.
- حركة الوجه (كأن الكلب في حالة مرح) بمجرد سماع صوت الضحك.
- إظهار سلوك اجتماعي إيجابي بشكل متكرر.
ومن هنا توصل البحث إلى أن الضحك يزيد من هدوء الكلب، ويسهل حينها السيطرة عليه وتلقيه التدريبات.

### الضحك عند الإنسان
حديثاً توصل باحثون أن الطفل الرضيع يبدأ في الضحك بعد مرور (17) يوماً من ميلاده. وعلى الرغم من أن هذه الحقيقة قد تتعارض مع الدراسات السابقة التي تشير إلى أن الأطفال الرضع يبدأون في اكتساب مهارات الضحك عند بلوغ أربعة أشهر من العمر.
ويشير العالم روبرت آر بروفين (Robert R. Provine) الحاصل على دكتوراه في دراسة الضحك والتي استمرت لعقود إلى أن «الضحك يمتلكه كل واحد منا، فهو جزء من مجموع الكلام البشرى على مستوى العالم. يوجد الآلاف من اللغات ومئات الآلاف من اللهجات، لكن الكل يضحك بطريقة واحدة. فكل واحد بوسعه أن يضحك كما أن الطفل الرضيع لديه القدرة على الضحك قبل أن يبدأ في تعلم الكلام، حتى الطفل الأصم أو الأعمى يحتفظ بقدرته على الضحك».
ويستمر «بروفين» في حديثه عن الضحك قائلاً: «أن الضحك شيء بدائي كما أنه تعبير غير واعٍ، وإن كان هناك إناس يضحكون أكثر من غيرهم فهذا من المحتمل رجوعه إلى العوامل الجينية». ولإثبات ذلك قام «بروفين» بالإشارة إلى دراسة اسمها «توأم جيجل»، وهما توأم من الإناث تم فصلهما منذ الميلاد لمدة أربعين سنة وعند التقائهما كانت لديهما قدرة على الضحك كبيرة وبدرجة متساوية، على الرغم من أن الآباء بالتبني كانت لديهم طبيعة صارمة غير محبة للضحك، ومن هنا أكد «بروفين» أن التوأم ورثا نفس الصفات الجينية من الضحك، كما يرثا أيضاً الاستعداد للضحك وربما تذوق والبحث عن روح الدعابة.

## الضحك والمخ
فسيولوجيا الأعصاب الحديثة تربط الضحك بتنشيط القشرة الأمامية الوسطى للدماغ (Ventro-medial prefrontal cortex)، التي تفرز مادة «الإلمى فين» بعد نشاط يشعر فيه الإنسان بالمكافأة، بعد تناول وجبة لذيذة، ممارسة النشاط الجنسي، أو بعد فهم نكتة.
وقد أظهر بحثاً من البحوث أن أجزاء في المخ لها دور كبير في عملية الضحك، وهما: (Amygdala & Hippocampus).
وفي مقالة جريدة المؤسسة الطبية الأمريكية، نُشرت في 7 ديسمبر عام 1984، والتي تصف الأسباب المؤدية للضحك التي مصدرها الجهاز العصبي، كالتالي: «على الرغم من أن مركز الضحك بالمخ غير معلوم أو محدد، إلا أنه يعتمد التعبير عنه على مسارات عصبية المتصلة بالدماغ المتوسط والخلفى تتواجد بالقرب من مراكز التنفس»: (Telencephalic and diencephalic).

## الضحك والجسم
1-القلب:
أظهرت العديد من الدراسات أن الضحك يحمي القلب، وذلك بطريقة غير مباشرة والتفسير وراء ذلك هو أن الضغوط العقلية تسبب خللاً لـ (Endothelium) البطانة الحامية للأوعية الدموية، وبمجرد أن تتأثر هذه البطانة ينجم عنها عدد من ردود الفعل من الالتهابات التي تؤدى إلى تراكم الكوليسترول على جدار الشرايين التاجية وكنتيجة نهائية حدوث الأزمات القلبية.
المزيد عن الكوليسترول..
وكما يشرح «ستيف سولطانوف» رئيس الرابطة الأمريكية للعلاج بالضحك: «عندما يضحك الإنسان من قلبه يفرز هرمون الكورتيزول (الهرمون الذي يُفرز عندما يكون الإنسان تحت تأثير الضغوط) بقلة، لذا عندما يكون الإنسان في حالة ضغوط ويتناول هذه الضغوط بالضحك يقلل من معدلات إفراز الجسم لهرمون الكورتيزول».
كما يقول "سولطانوف": "أن الضحك يزيد من احتمال الإنسان للآلام، كما يقوي الجسم من خلال إفراز الأجسام المضادة التي تحارب العدوى والتي تمنع تصلب الشرايين، ومن ثَّم إصابة الإنسان بالذبحة الصدرية أو الأزمات القلبية (المزيد عن الذبحة الصدرية والأزمة القلبية في الموسوعة الطبية على موقع فيدو) أو السكتة الدماغية.
وأضاف «سلطانوف»: «أن الشخص الذي يعيش دائماً في حالة وجدانية يحيطها الإحباط هو أكثر الأشخاص تعرضاً لأمراض القلب، الشخص الذي يعاني من الغضب المزمن والكراهية لغيره أكثر عرضة أيضاً للأزمات القلبية، والأشخاص التي تعيش حياة قلق ويسلكون نمط حياتي به ضغوط تتعرض شريانهم للانسداد... إلخ».
2-مرض السكر:
أظهرت دراسة في اليابان، أن الضحك يقلل من معدلات سكر الدم بعد تناول الوجبات (الوجبات الصحية بموقع فيدو). وتم إجراء الاختبارات على حوالي 19 شخصاً مصابون بمرض السكر النوع الثاني من قبل جامعة «تسوكوبا» وذلك بأخذ عينات من دم المرضى قبل تناول وجبة وبعد انقضاء ساعتين من تناول الوجبة.
ثم حضر المرضى محاضرة «مملة» لمدة 40 دقيقة في اليوم الأول من إجراء الدراسة، أما في اليوم الثاني من الدراسة حضر نفس المرضى عرض كوميدي استمر أيضاً لمدة (40) دقيقة. وكانت النتائج إيجابية من انخفاض معدلات السكر بعد مشاهدة العرض الكوميدي بمعدلات أكثر عند الاستماع إلى المحاضرة المملة.
وأتت الخلاصة من هذه الدراسة أن الضحك علاج مفيد لمرض السكر، وما يحدث للجسم من تغيرات خلاله يعوض الجسم عن ما يلحقه به المرض.
المزيد عن مرض السكر..
3-التدفق الدموي:
في دراسة بجامعة «ماريلاند» تم إجراؤها على مجموعة من الأشخاص من خلال تصوير حالة الأوعية الدموية لديهم مرة بعد رؤيتهم لعرض كوميدي حيث كانت النتائج إيجابية وقيام الأوعية بوظائفها الطبيعية (كانت الأوعية في حالتها الطبيعية)، والنتيجة العكسية كانت عند رؤية نفس المجموعة من الأشخاص لدراما مما أدى إلى توتر الأوعية وانخفاض في حدوث التدفق الدموي فيها.
4-الاستجابة المناعية:
الضغوط تحد من كفاءة جهاز المناعة، حيث أن روح الدعابة ترفع من قدرة الجسم على محاربة العدوى بإفراز الأجسام المضادة كما تعزز من تواجد الخلايا المناعية. عندما نضحك فإن الخلايا الطبيعية التي تدمر الأورام والفيروسات تزيد، بالإضافة إلى إفراز الجسم للبروتينات التي تحارب العدوى (Gamma-interferon) وخلايا تى (T-cells) الهامة لجهاز المناعة وخلايا بى (B-cells) التي تفرز الأجسام المضادة لمحاربة الأمراض. وبالمثل يقلل الضحك من معدلات ضغط الدم، ويرفع من معدلات الأكسجين، ويساعد على التئام الجروح بشكل أسرع.
5- القلق والأطفال:
أظهرت الدراسات أن الأطفال التي يصاحبها مهرج بجانب الآباء والفريق الطبي المتخصص قبل إجراء جراحة ما تكون معدلات القلق لديهم أقل في حدتها عن الأطفال التي يصاحبها الآباء والفريق الطبي فقط. ومعدلات القلق العالية قبل إجراء الجراحات بشكل عام قد تؤدى إلى حدوث مضاعفات خطيرة حيث وُجد لأن حوالي 60% من الأطفال تعاني من القلق قبل إجراء الجراحة.
وقد تم استخلاص هذه النتائج من دراسة تم إجراؤها على حوالي (40) طفلاً تتراوح أعمارهم ما بين 5-12 سنة سيخضعون لجراحة بسيط، ونصف هذا العدد كان يتواجد معهم المهرج بجانب الأب والأم والفريق الطبي والنصف الآخر لم يتواجد بينهم المهرج، وكانت معدلات القلق للمجموعة الأولى قبل إجراء الجراحة محدودة للغاية.
6- الاسترخاء والنوم:
بملاحظة المرضى الذين يعانون من آلام العمود الفقري ولا يمكنهم الاستغراق في النوم، فقد ثبت أن التعرض لعشر دقائق من الضحك يمكنهم من النوم لمدة ساعتين متصلتين بدون آلام.
7- اللياقة البدنية:
توصل العلماء بان الضحك مائة مرة (100) يساوى في تأثيره ما يُبذل في النشاط الرياضي (ممارسة الرياضة على العجلة لمدة 15 دقيقة). فالضحك يعمل على تشغيل الحجاب الحاجز، منطقة البطن، الجهاز التنفسي، وعضلات الوجه والأرجل والظهر.
8- تقوية العضلات:
بالإضافة إلى المزايا العديدة لضحك الإنسان، فهو يقوى عضلات البطن. ويقول العالم «جارد بي كوهين» Jared B. Cohen، الذي أجرى العديد من التجارب المعملية على الضحك، أن: «الضحك لا يساعد فقط القلب، ولكنه أيضاً يساعد على جمال الجسم والمظهر».
فهناك بعض الأشخاص التي تؤمن بأن الضحك وسيلة سهلة جداً وغير مكلفة وغير مؤلمة للمحافظة على جمال الإنسان حيث تساعده على شد عضلات البطن وعدم ترهلها.
وقد صرح حوالي (14) مريضاً من (15) خضعوا لتجارب «كوهين» أن الضحك بالفعل أفضل من ممارسة بعض التمارين الرياضية.
ولكي يكون الضحك فعالاً، لابد وأن يستمر الشخص في ضحكه لمدة (30) ثانية على الأقل حتى يشعر بإحساس الاحتراق البسيط. وعلى الرغم من أن الضحك هو الطريقة الذيذة البديلة عن الرياضة، إلا أنه يوصى دائماً بضرورة ممارسة الرياضة حسب الاستطاعة.
9- أزمة الصدر (الربو):
هذه المرة الضحك له تأثير سلبي على صحة الإنسان، فهو من أحد مثيرات أزمات الربو عند حوالي ثلثي (2/3) الأشخاص المصابة به – ذلك طبقاً للدراسة التي قامت بها الجمعية الأمريكية لأمراض الصدر في اجتماعها السنوي في عام 2005.
ولا يوجد فارق في طريقة الضحك وشكله الذي يخضع له الإنسان في إثارة أزمة الربو سواء الضحك الخفيف أو القهقهة أو الضحك العميق.. والقاعدة العامة هو أن الضحك مهما اختلفت أشكاله فهو يثير أزمات الربو.
تم إجراء تجربة على عدد من المرضى لمدة (18) شهراً لبحث قائمة مثيرات أزمة الربو، وكان مرضى الربو الذين خضعوا للتجربة لا توجد بينهم فروقات عمرية كبيرة أو فروق في مدة استمرار الأزمة أو في التاريخ الوراثي للإصابة بمرض الحساسية الصدرية، وكانت النتائج كالتالي: ممارسة النشاط كأحد مثيرات أزمات الربو يتكرر حدوثه مع مثير الضحك (الذي هو الآخر أحد مثيرات الأزمة كما مقدم على صفحات موقع فيدو). ووُجد أن النسبة العظمى من حدوث الأزمة هي لمثير الضحك، والتي تمثل النسبة 61% بجانب مثير الرياضة، أما مثير الرياضة بمفرده فيمثل 35% فقط.. وهذا الفارق في النسبة يرجع إلى أن الضحك تتحرك فيه ممرات الهواء بشكل أكبر بجانب رد الفعل الشعوري.

## فوائد الضحك
- الضحك يفيد الجسم والعقل.
- يحقق السعادة والسلام النفسي.
- يمنحك التجدد.
- يقلل من الضغوط.
- يحد من ارتفاع ضغط الدم وأمراض القلب.
- يزيد من قدرتك علي التأمل والاسترخاء.
- يقوي جهاز المناعة ووسائل الدفاع الطبيعية الموجودة في الجسم.
- يخفف من حدة الألم عن طريق رفع مستوي إفراز مادة الإندروفينس.
- يفيد مرضى التهاب الشعب الهوائية وأزمات الربو عن طريق رفع نسبة الأكسجين في الدم الذي يدخل للرئة.
- يزيد من قدرتك علي التحدث إلى الآخرين بلباقة.
- يطور من شخصيتك وقدرتك علي القيادة.
- يجعلك تبدو أكثر شباباً.
- ينمي روح المشاركة وروح العمل الجماعي.
- يعطي الشخص الثقة بالنفس.
- يقلل من الشخير لأنه يساعد على عدم ارتخاء عضلات الحنجرة.
- ينمي قدرة الشخص الإبداعية.
- يزيد من مرونة أوعية القلب.
- يرفع من روحك المعنوية.
- يجعلك تفكر بشفافية.
- يخرجك من دائرة الروتين.
- تتلألأ عينيك عندما تضحك وتصبح أكثر وسامة.
- يرفع من مستوي أدائك العقلي ومن قدرتك علي الاحتفاظ بالمعلومات لأطول فترة ممكنة ويقوي الذاكرة.
- يجدد الطاقة.
- يحطم طبيعتك المتحفظة.
- يقوي عضلات البطن.
- يوازن بين كيمياء التوتر والضغط.
- يذكرك دائماً بالصورة الأشمل والأعم في حياتك أي تفكر وترسم لمستقبلك.
- يجعلك تندم علي ما فات من عمرك وأنت جاد.
- تتصل بالآخرين علي نحو أعمق.
- وأخيراً توتر كل من يسبب لك الضيق.

## أنواع العلاج بالضحك
يوجد الآن العديد من أنواع العلاج المستخدمة من قبل الأطباء والمعالجين النفسيين والمتخصصين في مجال الصحة العقلية، التي يُستخدم فيها روح الدعابة والضحك كنوع من أنواع العلاج والشفاء من بعض الاضطرابات الجسدية والعقلية والروحية.هذه الوسائل العلاجية بعضاً منها يمكن للشخص وصفها لنفسه دون الاقتصار على المتخصصين فقط.والعلاج بالضحك يحاول أن يحقق صحة المقولات القديمة: «الضحك هو العلاج الأفضل»، أو كما قال «فولتير» Voltaire: «الطبيعة هي التي تعالج المرض، بينما فن الطب هو الذي يداوم على بقاء الإنسان في حالة سلام نفسي».

### العلاج بالدعابة
العلاج بالدعابة هو الاعتماد على الدعابة في علاج النفس، باستخدام وسائل من الكتب وبرامج الترفيه والأفلام والروايات التي تشجع على ضحك المريض. من الممكن أن يتم ذلك بشكل فردي أو في شكل مجموعات علاجية، إلا أن الثانية لا تأتى بالنتيجة المرجوة وخاصة إذا كان الطبيب هو من يقوم بتقديم العلاج وليس المريض لنفسه لأنه من الصعب أن ينظر جميع المرضى المشاركون في حلقة الدعابة إلى المواد المقدمة إليهم على أنها تقدم «مزحة» تساعدهم على رفع روحهم المعنوية.. فقد لا يجد البعض فيها كذلك.

### العلاج بالمهرج
يتم في إطار الإقامة بالمستشفيات ومراكز العلاج المتخصصة، حيث يتواجد «المهرج» الذي يكون جزءاً من العلاج، وذلك بالمرور على الغرف وتقديم العديد من المهام التي تساعد على العلاج وخاصة للأطفال من: السحر، اللعب والموسيقى والمرح أو بتقديم الحنان للطفل.ومن مزايا هذا العلاج أنه يقوى روح التعاون عند الأطفال، ويقلل القلق عند الطفل الذي يريد تواجد أبويه بصفة دائمة معه، كما يقلل الحاجة إلى استخدام المهدئات لدى البعض، يحد من الإحساس بالآلام ويحفز من كفاءة وظائف جهاز المناعة.ونجد أن هذا النوع العلاجي ليس مقتصر على المستشفيات فقط، وإنما يمكن توظيفه في ملاجئ الأطفال والحضانات وأماكن الحرب والسجون... الخ.

### العلاج بالضحك
وهنا يقوم الطبيب بإعداد «ملف محفزات الضحك» لمريضه، وذلك بجمع المعلومات من الشخص الذي يريد هذا النوع من العلاج عن الأشياء التي تحفزه على الضحك منذ طفولته من مواقف ونكات يفضلها.
ويقوم الطبيب من خلال هذه المعلومات بتدريب الفرد على بعضاً من التمارين التي يمارسها لتحفزه على الضحك كما يذكره بأهمية العلاقات الاجتماعية كجزء من العلاج. ويقع على الطبيب عاتق كبير وهو كيفية التفريق بين ما يفسره المريض على أنه دعابة من وجهة نظره وما ليس بدعابة وهذا ليس بالشيء الهين.

### التأمل بالضحك
يوجد وجه للشبه كبير بينه وبين التأمل العادي الذي يقدمه فيدو على صفحاته. وهذا العلاج يمكن أن يقوم به الشخص بمفرده دون اللجوء إلى المشورة الطبية أو المساعدة المتخصصة. والتأمل بالضحك هوعبارة عن تمرين يستمر مدته إلى ما يقرب من (15) دقيقة ويُجدي أكثر مع الأشخاص التي تجد صعوبة في الضحك ولا يخرج منها بشكل تلقائي.ويتكون تمرين الضحك من ثلاث مراحل:
1. المرحلة الأولى هي مرحلة الإطالة – حيث يقوم الشخص بتوجيه كل طاقاته إلى إطالة كل عضلة من عضلات جسده بدون ضحك.
2. المرحلة الثانية هي مرحلة الضحك – يبدأ الشخص في الضحك تدريجياً بالابتسامة حتى يصل إلى الضحك العميق من المعدة أو الحاد أيهما يصل إليه أولاً.
3. المرحلة الثالثة هي مرحلة التأمل – يقوم الشخص بالتوقف عن الضحك ويغلق عينيه ويتنفس بدون صوت مع التركيز الشديد.

### يوجا الضحك
تتشابه إلى حد كبير باليوجا التقليدية، ويكن ممارستها في مجموعة أو في نادى. واليوجا هنا تكون إما بغرض العلاج التكميلي أو الوقائي، وهي عبارة عن تمارين تستمر لمدة (30-45) دقيقة يقودها شخص متدرب وتتضمن على الخطوات التالية: تمارين التنفس، اليوجا، الإطالة مع ممارسة الضحك. لا يتم الاحتياج هنا إلى استخدام أو اللجوء إلى مواد تبعث على الضحك.

## حالات لا يوصى فيها بالضحك
على الرغم من فوائد الضحك الجمة وخاصة للقلب، إلا أنه في بعض الأحيان يسبب مشاكل صحية خطيرة ومنها السكتة الدماغية على صفحات موقع فيدو وأزمات القلب. فتوجد بعض الحالات التي يوصى فيها بعدم الضحك وتجنبه:
- عقب جراحة البطن، لأن الضحك قد ينجم عنه فك غرز الخياطة الجراحية.
- مريض الفتق.
- مريض البواسير في مرحلة متقدمة.
- مضاعفات لاضطرابات في العين.. المزيد عن التركيب التشريحى للعين
- المرأة الحامل، وخاصة إذا كانت هناك بعض العوامل التي تهدد بعدم أمان الأم أو جنينها.
- مرض الدرن، التهاب الشعب الهوائية المزمن، مرضى عدوى الجهاز التنفسي والحالات التي يكون فيها السعال مصحوباً ببلغم والذي يؤدى إلى نشر العدوى.
- الشخص السليم الذي يشعر بعدم ارتياح مع الضحك، وحينها عليه باللجوء الفوري إلى المساعدة الطبية.

## الضحك غير الطبيعي
يعي مخ الإنسان بالحالات غير الطبيعية التي يمر بها الفرد، ويستطيع التفريق بينها. وكذا الحال مع الضحك الطبيعي والضحك غير الطبيعي، حيث نجد أن الضحك المرضى إن جاز القول يكون مصاحباً للحالات التالية:
- تلف في أنسجة المخ، من الممكن أن يتسبب في حالة الضحك غير الطبيعي.
- بعض أورام المخ.
- بعض أنواع الحَول.
- بعض الاضطرابات النفسية مثل العته أو الهستيريا.
- الصرع.
ومن الآثار السلبية التي يولدها الضحك غير الطبيعي «إغماءة الضحك» التي يفقد فيها الإنسان وعيه من شدة الضحك.

## خلاصة الضحك
الضحك هو لغز إدراكي يسعى الإنسان لحله، فالنكتة تخلق جواً من عدم المواءمة والجمل فيها تظهر وكأنها غير متصلة بالموضوع.. وحينها يحاول الإنسان بشكل تلقائي أن يحلها للعثور على ما تخفيه هذه الجملة. ولكن إذا خفق في التوصل إلى الحل وإلى الفكرة المنطوية عليها فلن يأتي الضحك (لن يضحك الإنسان). ويقول «ماك سينيت» Mack Sennett: «عندما يرتبك الجمهور من المشاهدين لن يكون هناك ضحكاً، وهذا هو أحد القوانين الأساسية للكوميديا».
- والضحك هو شكل من أشكال التعبير الصريح عن التسلية والمرح، ومشاعر أخرى أحياناً. الضحك هو رد فعل طبيعي للإنسان السليم على المواقف المضحكة كما يمكن ان يكون وسيلة دفاع ضد مواقف الخوف العفوية. والضحك يعد تعبير عن التعاطف والتفاهم المتبادل بين البشر، وهو إحدى وسائل التواصل البشري على مدي التاريخ .

أما الضحك الكثير أو «الهستيري» أو غير الطبيعي فإن مخ الإنسان يعي الحالات غير الطبيعية التي يمر بها الفرد، ويستطيع التفريق بينها. وكذا الحال مع الضحك الطبيعي والضحك غير الطبيعي، حيث نجد أن الضحك المرضى إن جاز القول يكون مصاحباً للحالات التالية: - تلف في أنسجة المخ، من الممكن أن يتسبب في حالة الضحك غير الطبيعي. - بعض أورام المخ. - بعض أنواع الحَول. - بعض الاضطرابات النفسية مثل العته أو الهستيريا. - الصرع. ومن الآثار السلبية التي يولدها الضحك غير الطبيعي «إغماءة الضحك» التي يفقد فيها الإنسان وعيه من شدة الضحك .

## وصلات خارجية
- تسجيلات الضحك لدى الإنسان
- ملخص أبحاث مقارنة عن فوائد العلاج بالضحك